# Campionato mondiale di curling maschile 2014
Il Campionato mondiale di curling maschile 2014 (denominato anche Ford World Men's Curling Championship per motivi di sponsorizzazione) è stato la 56ª edizione del torneo. Si è disputato a Pechino, in Cina, dal 29 marzo al 6 aprile 2014. La Norvegia ha vinto il titolo per la quarta volta.

## Squadre qualificate
| Canada | Cina | Danimarca |
| --- | --- | --- |
| Glencoe CC, Calgary Skip: Kevin Koe Third: Pat Simmons Second: Carter Rycroft Lead: Nolan Thiessen Alternate: Jamie King             | Harbin CC, Harbin Skip: Liu Rui Third: Xu Xiaoming Second: Ba Dexin Lead: Zang Jialiang Alternate: Zou Dejia                               | Hvidovre CC, Hvidovre Skip: Rasmus Stjerne Third: Johnny Frederiksen Second: Lars Vilandt Lead: Troels Harry Alternate: Oliver Dupont    |
| Germania | Giappone | Norvegia |
| CC Hamburg, Amburgo Fourth: Felix Schulze Skip: John Jahr Second: Christopher Bartsch Lead: Sven Goldemann Alternate: Peter Rickmers | Karuizawa CC, Karuizawa Skip: Yusuke Morozumi Third: Tsuyoshi Yamaguchi Second: Tetsuro Shimizu Lead: Kosuke Morozumi                      | Snarøen CC, Oslo Skip: Thomas Ulsrud Third: Torger Nergård Second: Christoffer Svae Lead: Håvard Vad Petersson Alternate: Markus Høiberg |
| Rep. Ceca | Russia | Scozia |
| Brno CK, Brno Skip: Jiří Snítil Third: Martin Snítil Second: Jindřich Kitzberger Lead: Jakub Bareš Alternate: Marek Vydra            | Moskvitch CC, Mosca Fourth: Aleksej Stukal'skij Third: Sergej Gluchov Skip: Evgenij Archipov Lead: Pëtr Dron Alternate: Aleksandr Kozyrev  | Citadel CC, Inverness Skip: Ewan MacDonald Third: Duncan Fernie Second: Dave Reid Lead: Euan Byers Alternate: Glen Muirhead              |
| Stati Uniti | Svezia | Svizzera |
| Bemidji CC, Bemidji Skip: Pete Fenson Third: Shawn Rojeski Second: Joe Polo Lead: Ryan Brunt Alternate: Jared Zezel                  | Lits CC, Lit Skip: Oskar Eriksson Third: Kristian Lindström Second: Markus Eriksson Lead: Christoffer Sundgren Alternate: Gustav Eskilsson | CC Genève, Ginevra Fourth: Benoît Schwarz Skip: Peter de Cruz Second: Dominik Märki Lead: Valentin Tanner Alternate: Claudio Pätz        |

## Girone all'italiana

### Classifica
| Squadre     | G  | V  | P | PF | PS |
| ----------- | -- | -- | - | -- | -- |
| Norvegia    | 11 | 10 | 1 | 82 | 47 |
| Canada      | 11 | 8  | 3 | 80 | 58 |
| Svizzera    | 11 | 7  | 4 | 79 | 68 |
| Svezia      | 11 | 7  | 4 | 72 | 57 |
| Giappone    | 11 | 7  | 4 | 74 | 70 |
| Cina        | 11 | 6  | 5 | 67 | 67 |
| Rep. Ceca   | 11 | 6  | 5 | 71 | 73 |
| Germania    | 11 | 5  | 6 | 73 | 75 |
| Scozia      | 11 | 3  | 8 | 64 | 84 |
| Stati Uniti | 11 | 3  | 8 | 61 | 76 |
| Russia      | 11 | 2  | 9 | 55 | 84 |
| Danimarca   | 11 | 2  | 9 | 54 | 73 |

### Risultati
|             | Canada (bandiera) | Cina (bandiera) | Danimarca (bandiera) | Germania (bandiera) | Giappone (bandiera) | Norvegia (bandiera) | Rep. Ceca (bandiera) | Russia (bandiera) | Scozia (bandiera) | Stati Uniti (bandiera) | Svezia (bandiera) | Svizzera (bandiera) |
| ----------- | ----------------- | --------------- | -------------------- | ------------------- | ------------------- | ------------------- | -------------------- | ----------------- | ----------------- | ---------------------- | ----------------- | ------------------- |
| Canada      | –––               | 9-6             | 6-3                  | 11-5                | 6-9                 | 5-9                 | 10-6                 | 9-1               | 7-5               | 7-4                    | 2-6               | 8-4                 |
| Cina        | 6-9               | –––             | 6-4                  | 5-11                | 6-4                 | 3-5                 | 6-5                  | 5-4               | 11-8              | 8-4                    | 5-6               | 6-7                 |
| Danimarca   | 3-6               | 4-6             | –––                  | 9-4                 | 2-8                 | 3-8                 | 7-8                  | 5-6               | 7-6               | 5-6                    | 4-9               | 5-6                 |
| Germania    | 5-11              | 11-5            | 4-9                  | –––                 | 7-8                 | 7-6                 | 4-8                  | 9-5               | 10-3              | 3-8                    | 7-5               | 6-7                 |
| Giappone    | 9-6               | 4-6             | 8-2                  | 8-7                 | –––                 | 5-9                 | 7-5                  | 8-7               | 9-4               | 9-5                    | 4-11              | 3-8                 |
| Norvegia    | 9-5               | 5-3             | 8-3                  | 6-7                 | 9-5                 | –––                 | 9-5                  | 11-2              | 6-4               | 6-4                    | 6-3               | 7-6                 |
| Rep. Ceca   | 6-10              | 5-6             | 8-7                  | 8-4                 | 5-7                 | 5-9                 | –––                  | 10-6              | 6-5               | 9-7                    | 5-3               | 4-8                 |
| Russia      | 1-9               | 4-5             | 6-5                  | 5-9                 | 7-8                 | 2-11                | 6-10                 | –––               | 5-7               | 5-6                    | 6-7               | 8-7                 |
| Scozia      | 5-7               | 8-11            | 6-7                  | 3-10                | 4-9                 | 4-6                 | 5-6                  | 7-5               | –––               | 8-6                    | 4-8               | 10-9                |
| Stati Uniti | 4-7               | 4-8             | 6-5                  | 8-3                 | 5-9                 | 4-6                 | 7-9                  | 6-5               | 6-8               | –––                    | 6-8               | 5-8                 |
| Svezia      | 6-2               | 6-5             | 9-4                  | 5-7                 | 11-4                | 3-6                 | 3-5                  | 7-6               | 8-4               | 8-6                    | –––               | 6-8                 |
| Svizzera    | 4-8               | 7-6             | 6-5                  | 7-6                 | 8-3                 | 6-7                 | 8-4                  | 7-8               | 9-10              | 8-5                    | 8-6               | –––                 |

## Spareggio
|  | Spareggio |          |   |  |
|  |           |          |   |  |
|  | Svezia    | Svezia   | 8 |  |
|  | Giappone  | Giappone | 7 |  |

## Fase finale
|  |          |          |         |        |        |                 |                 |                 |        |        |          |          |        |
|  | Playoff  | Playoff  | Playoff |        |        | Semifinale      | Semifinale      | Semifinale      |        |        | Finale   | Finale   | Finale |
|  | Playoff  | Playoff  | Playoff |        |        | Semifinale      | Semifinale      | Semifinale      |        |        | Finale   | Finale   | Finale |
|  |          |          |         |        |        |                 |                 |                 |        |        |          |          |        |
|  |          |          |         |        |        |                 |                 |                 |        |        |          |          |        |
|  | Norvegia | Norvegia | 3       |        |        |                 |                 |                 |        |        |          |          |        |
|  | Norvegia | Norvegia | 3       |        |        |                 |                 |                 |        |        |          |          |        |
|  | Canada   | Canada   | 2       |        |        |                 |                 |                 |        |        | Norvegia | Norvegia | 8      |
|  | Canada   | Canada   | 2       |        |        |                 |                 |                 |        |        | Norvegia | Norvegia | 8      |
|  |          |          |         | Canada | Canada | 8               |                 |                 | Svezia | Svezia | 3        |          |        |
|  |          |          |         | Canada | Canada | 8               |                 |                 | Svezia | Svezia | 3        |          |        |
|  |          |          | Svezia  | Svezia | 10     |                 |                 |                 |        |        |          |          |        |
|  |          |          |         | Svezia | 10     |                 |                 |                 |        |        |          |          |        |
|  | Svizzera | Svizzera | 2       |        |        |                 |                 |                 |        |        |          |          |        |
|  | Svizzera | Svizzera | 2       |        |        |                 |                 |                 |        |        |          |          |        |
|  | Svezia   | Svezia   | 5       |        |        | Finale 3º posto | Finale 3º posto | Finale 3º posto |        |        |          |          |        |
|  | Svezia   | Svezia   | 5       |        |        | Finale 3º posto | Finale 3º posto | Finale 3º posto |        |        |          |          |        |
|  |          |          |         |        |        |                 |                 |                 |        |        |          |          |        |
|  |          |          |         |        |        |                 |                 |                 |        |        |          |          |        |
|  | Canada   | Canada   | 5       |        |        |                 |                 |                 |        |        |          |          |        |
|  | Canada   | Canada   | 5       |        |        |                 |                 |                 |        |        |          |          |        |
|  | Svizzera | Svizzera | 7       |        |        |                 |                 |                 |        |        |          |          |        |
|  | Svizzera | Svizzera | 7       |        |        |                 |                 |                 |        |        |          |          |        |

### Play-off 1ª-2ª
5 aprile 2014, ore 11:30 UTC+8
| Squadre  | Finale | 1 | 2 | 3 | 4 | 5 | 6 | 7 | 8 | 9 | 10 |
| -------- | ------ | - | - | - | - | - | - | - | - | - | -- |
| Norvegia | 3      | 1 | 0 | 0 | 0 | 0 | 0 | 1 | 0 | 0 | 1  |
| Canada   | 2      | 0 | 0 | 0 | 1 | 0 | 0 | 0 | 0 | 1 | 0  |

### Play-off 3ª-4ª
4 aprile 2014, ore 19:00 UTC+8
| Squadre  | Finale | 1 | 2 | 3 | 4 | 5 | 6 | 7 | 8 | 9 | 10 |
| -------- | ------ | - | - | - | - | - | - | - | - | - | -- |
| Svizzera | 2      | 1 | 0 | 0 | 0 | 0 | 0 | 1 | 0 | 0 | X  |
| Svezia   | 5      | 0 | 2 | 0 | 2 | 0 | 0 | 0 | 0 | 1 | X  |

### Semifinale
5 aprile 2014, ore 16:00 UTC+8
| Squadre | Finale | 1 | 2 | 3 | 4 | 5 | 6 | 7 | 8 | 9 | 10 |
| ------- | ------ | - | - | - | - | - | - | - | - | - | -- |
| Canada  | 8      | 2 | 0 | 1 | 0 | 1 | 0 | 2 | 1 | 0 | 1  |
| Svezia  | 10     | 0 | 4 | 0 | 1 | 0 | 3 | 0 | 0 | 2 | 0  |

### Finale 3º/4º posto
6 aprile 2014, ore 10:00 UTC+8
| Squadre  | Finale | 1 | 2 | 3 | 4 | 5 | 6 | 7 | 8 | 9 | 10 |
| -------- | ------ | - | - | - | - | - | - | - | - | - | -- |
| Canada   | 5      | 0 | 0 | 2 | 0 | 1 | 0 | 0 | 1 | 0 | 1  |
| Svizzera | 7      | 1 | 1 | 0 | 1 | 0 | 2 | 0 | 0 | 2 | 0  |

### Finalissima
6 aprile 2014, ore 15:00 UTC+8
| Squadre  | Finale | 1 | 2 | 3 | 4 | 5 | 6 | 7 | 8 | 9 | 10 |
| -------- | ------ | - | - | - | - | - | - | - | - | - | -- |
| Norvegia | 8      | 1 | 1 | 2 | 1 | 0 | 1 | 0 | 2 | X | X  |
| Svezia   | 3      | 0 | 0 | 0 | 0 | 1 | 0 | 2 | 0 | X | X  |

## Campione
| Campione del mondo 2014 |
| ----------------------- |
| Norvegia                |